# Wii Party

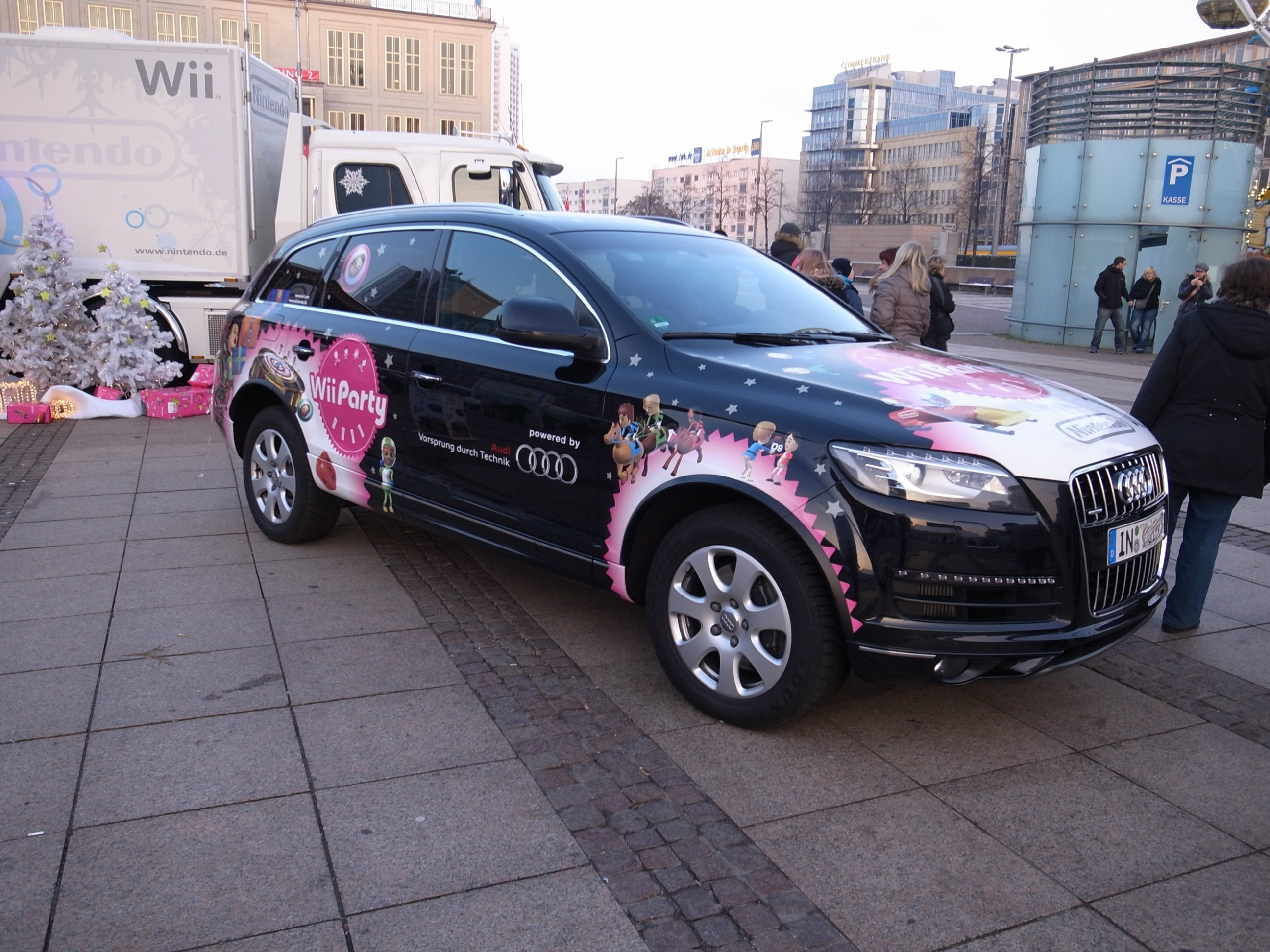
Auto vyzdobené na motivy ze hry Wii Party

Wii Party (japonsky Wiiパーティ, Wí Páti) je party videohra pro herní konzoli Nintendo Wii. Hru poprvé představil Satoru Iwata 7. května 2010, v Japonsku byla vydána 8. července 2010, ve zbytku světa byla vydána až v říjnu 2010. K září 2019 se prodalo 9, 34 milionů kopií Wii Party.

## Hratelnost
Wii Party je párty hra, přejímá mnoho prvků z her ze série Mario Party, na rozdíl od Mario Party se ve Wii Party hraje s postavami Mii. Wii Party mohou hrát najednou až 4 hráči. Hra obsahuje různé stolní hry (Board game isand, Globe trot, Bingo) a mnoho miniher které tyto stolní hry doplňují. Dále obsahuje hry typu House Party, které mají být ideální pro hraní doma, příkladem takové hry je Hide and Hunt, která spočívá v tom, že jeden z hráčů ukryje ovladač Wii Remote někde v místnosti, kde se hra hraje a ostatní hráči ho mají za úkol najít.

## Pokračování
Na Wii Party navazuje hra Wii Party U pro Wii U.